# オロネツ
座標: 北緯60度59分 東経32度58分 / 北緯60.983度 東経32.967度

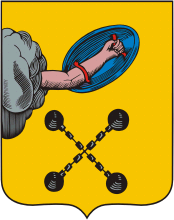
オロネツの市章

オロネツ（オローネツ、Олонец, カレリア語：Anus, オロネツ語:Anuksenlinnu, フィンランド語：アウヌス, Aunus, 独：Olonez, 英：Olonets）は、ロシア連邦・カレリア共和国の都市。カレリア共和国の最南部、ラドガ湖の東側に注ぐオロンカ川沿いにある。オロネツキー地区の行政の中心地。サンクトペテルブルクへは南西へ310km、カレリアの首都ペトロザヴォーツクへは北東へ150km、フィンランドの国境へは北西へ200km。
2002年全ロシア国勢調査での人口は10,240人（1989年調査では11,888人）。オロネツはカレリア共和国内で唯一、カレリア人が人口の多数派を占める都市であり（2004年現在で60%以上をカレリア人が占める）カレリア語の東部方言（オロネツ語/オロネツ方言/アウヌス方言）が話されている。1999年には350年祭を祝った。

## 歴史

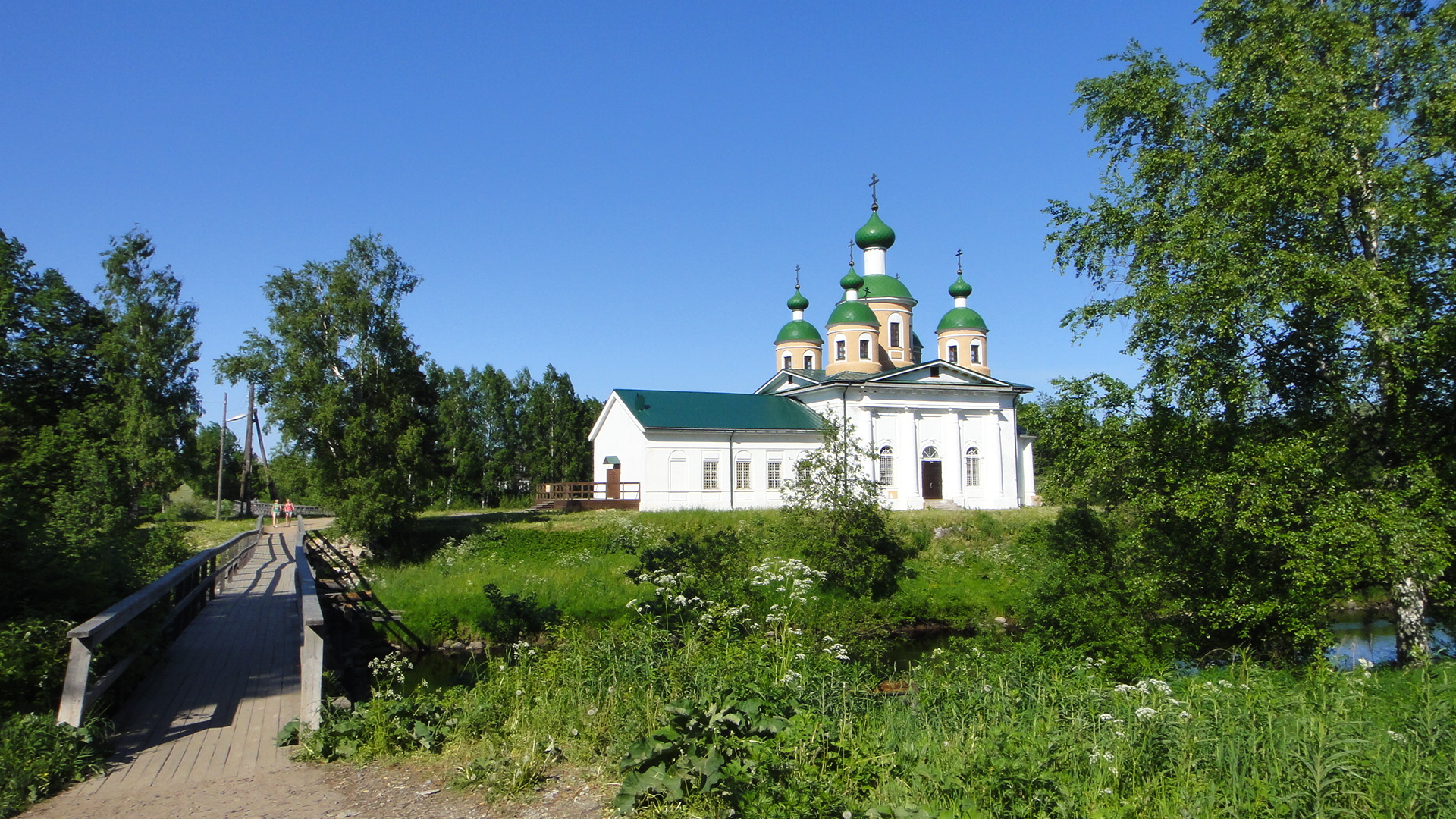
スモレンスクの生神女イコン聖堂（オロネツ）

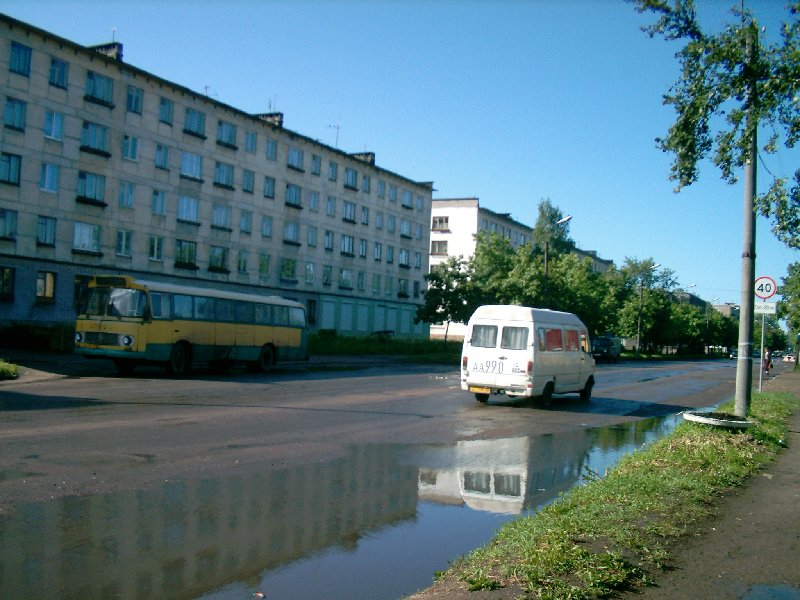
オロネツ市街地

オロネツは記録上ではカレリアでも最古の町である。ノヴゴロド公国の文書では、1137年にはすでにオロネツが言及されている。しかし、モスクワ大公国がスウェーデンからの防衛のために要塞を建てた1649年までオロネツについての記録はなく、その間の歴史ははっきりしない。この1649年にはオロネツは市の地位も得ている。
18世紀初頭に大北方戦争が起きるまでの時期、オロネツはロシア商人とスウェーデン商人の間の交易の中心地として栄えた。町の南方には要塞化された修道院が帯状に続いており、中でもスヴィリ川沿いのアレクサンドル＝スヴィルスキー修道院は最重要の防衛拠点であった。
18世紀にはオロネツは国境貿易の町から鉄の加工を中心とする工業の町へと性格が変わる。1773年にはカレリア地方にオロネツ県が設置されその県都となったが、1784年に県都は北東のオネガ湖畔にある新しい工業都市ペトロザヴォーツクへと移り、以後オロネツはゆっくり衰退した。1912年の時点では人口はわずか2,058人であった。
1917年にフィンランドが独立を宣言するとカレリア西部はフィンランド領となり、オロネツを含むカレリア東部がロシアに残った。フィンランド軍はカレリア全体を併合しようと軍を進め、1919年には短期間フィンランド領となりフィンランド軍と赤軍との間で激戦が起きている。
1940年にフィンランドが冬戦争で敗北するとカレロ＝フィン・ソビエト社会主義共和国が成立しオロネツはその一部となるが、続く1941年から始まった継続戦争ではフィンランド軍に占領された。1944年6月25日にはソ連軍がオロネツを奪還している。

## 経済
ラドガ湖東方の肥沃な農村地帯の中心都市である。オロネツキー地区の大半は森林と湖沼であり、林業と鉱業はこの町の主産業の一つとなっている。また家畜や毛皮動物の飼育も盛んである。